# Пет Роуч
Френсіс Патрік Роуч (англ. Francis Patrick Roach; 19 травня 1937 — 17 липня 2004) — англійський професійний борець, майстер бойових мистецтв, а також актор. Під час акторської кар'єри між 1970-ми і 1990-ми роками він з'являвся в кількох фільмах, як правило, як підручний головного героя або лиходія. Він з'являвся в серії фільмів про Індіану Джонса, як муляр із Вест-Кантрі Браян «Бомбер» Басбрідж у британському телесеріалі 1980-х «Ауф Відерзеен, Пет», а також у ролі старшини Едгара Еванса в телевізійній постановці «Останнє місце на Землі».

## Раннє життя
Роуч народився і виріс у Бірмінгемі. Він був національним чемпіоном з дзюдо в 1960 році та чемпіоном Мідленда з чорним поясом у 1962 році.
Роуч займався боксом як любитель перш ніж стати професіоналом як протеже Джека Соломона.
Свою професійну борцівську кар'єру він почав під ім'ям «Дзюдо» Пет Роуч. Після початку своєї акторської кар'єри він продовжував боротьбу під ім'ям «Бомбер» Пет Роуч, раніше його називали «Великим» Петом Роучем. Його тренував Альф Кент, і його перший офіційний поєдинок з боротьби був проти Джорджа Селко в 1960 році. Роуч одночасно був чемпіоном Британії та Європи у важкій вазі.

## Акторська кар'єра
Роуч дебютував як рудобородий вишибала в молочному барі «Корова» у фільмі Стенлі Кубрика «Механічний апельсин». Він знявся ще в одному фільмі Кубрика «Баррі Ліндон», де зіграв бешкетника на ім'я Тул, який вступає в кулачний бій з Раяном О'Нілом. Роуч зіграв кілька ролей другого плану у фільмах 1970-х, 80-х і 90-х років, у тому числі нерозмовну роль Гефеста в «Битві титанів» (1981).
Пет знявся в епізодичній ролі вбивці SPECTRE в «неофіційному» фільмі про Джеймса Бонда «Ніколи не кажи ніколи знову» (1983) та в ролі бандита-воєначальника лорда Брітага у фільмі «Руда Соня» (1985). Він з'явився в ролі генерала Каеля в шоломі-черепі у фільмі «Віллоу» (1988); злого чарівника Тот-Амона у «Конані-руйнівнику» (1984) та кельтського вождя у «Робін Гуд: Принц злодіїв» (1991).
У 1985 році він зіграв старшину Едгара Еванса в серіалі «Останнє місце на Землі» про експедицію капітана Скотта на Південний полюс. Роучу відмовили в ролі Дарта Вейдера в «Зоряних війнах» ; однак режисер Джордж Лукас згодом взяв його на роль кількох лиходіїв у серії фільмів про Індіану Джонса у 1980-х роках. В «У пошуках втраченого ковчега» він зіграв дві ролі: першу — гігантського шерпа, який б'ється з Джонсом у барі в Непалі, другу — механіка німецького Люфтваффе, який б'ється з Джонсом, перш ніж його вбивають лопаті гвинта літака на злітно-посадковій смузі в Єгипті. У наступному фільмі «Індіана Джонс і Храм Долі» Роуч зіграв наглядача варти тхагі в шахті, який бореться з Джонсом, перш ніж його вбивають у дробарці. Його останньою появою в серіалі стала роль офіцера гестапо в «Індіана Джонс і останній хрестовий похід», де він з'являється лише на короткий час у бійці персонажа з Джонсом.
На телебаченні Роуч зіграв приземленого та спокійного Браяна «Бомбера» Басбріджа в довгостроковій комедійній драмі «Auf Wiedersehen, Pet». Він з'явився у всіх чотирьох сезонах, але був відсутній в останньому двосерійному різдвяному випуску.
У 1984 році він з'явився як гість на телевізійному шоу «Central's Bullseye».

## Особисте життя
Роуч одружився з Дорін Гарріс у 1957 році. У них народилися син і дочка.
У 1990-х роках Роуч володів і керував сміттєзвалищем у Бірмінгемі. Він також керував спортзалом у північно-східному Бірмінгемі.
Роуч помер 17 липня 2004 року від раку стравоходу. Його тіло було поховано в додатковій секції B на кладовищі Бромсгроув, Вустершир.

## Фільмографія
| Рік       |   | Українська назва                            | Оригінальна назва                    | Роль                                               |
| --------- | - | ------------------------------------------- | ------------------------------------ | -------------------------------------------------- |
| 1971      | ф | Механічний апельсин                         | A Clockwork Orange                   | викидайло у молочному барі                         |
| 1975      | ф | Баррі Ліндон                                | Barry Lyndon                         | капрал Тул                                         |
| 1979      | ф | Прибулець із космосу та король Артур        | Unidentified Flying Oddball          | Оуф                                                |
| 1980      | ф |                                             | Rising Damp                          | регбіст                                            |
| 1981      | ф | Клуб монстрів                               | The Monster Club                     | Великий дядько                                     |
| 1981      | ф | Індіана Джонс: У пошуках втраченого ковчега | Raiders of the Lost Ark              | гігантський шерпа / механік Люфтвафе               |
| 1981      | ф | Битва титанів                               | Clash of the Titans                  | Гефест                                             |
| 1983      | ф | Ніколи не кажи ніколи                       | Never Say Never Again                | Ліппе                                              |
| 1983—1986 | с | Ауф Відерзеен, Пет                          | Auf Wiedersehen, Pet                 | Браян «Бомбер» Басбридж (головна роль)             |
| 1984      | ф | Індіана Джонс і Храм Долі                   | Indiana Jones and the Temple of Doom | начальник охорони                                  |
| 1984      | ф | Конан-руйнівник                             | Conan the Destroyer                  | людина-мавпа / Тот-Амон                            |
| 1984      | ф | Руда Соня                                   | Red Sonja                            | Брітаг                                             |
| 1985      | с |                                             | Minder                               | художник (серія Return Of The Invincible Man)      |
| 1985      | с | Останнє місце на Землі                      | The Last Place on Earth              | Едгар Еванс (мінісеріал)                           |
| 1988      | ф | Віллоу                                      | Willow                               | генерал Каель                                      |
| 1989      | ф | Повернення мушкетерів                       | The Return of the Musketeers         | французький кат                                    |
| 1989      | ф | Індіана Джонс і останній хрестовий похід    | Indiana Jones and the Last Crusade   | гестапівець                                        |
| 1989      | с | Лондонський шпиталь                         | Casualty                             | Лен (серія «Chain Reaction»)                       |
| 1990      | ф | Крила слави                                 | Wings of Fame                        |                                                    |
| 1990      | ф | Переступаючи межу                           | Crossing the Line                    | Біллі                                              |
| 1991      | ф | Робін Гуд: Принц злодіїв                    | Robin Hood: Prince of Thieves        | кельтський вождь                                   |
| 1991      | с | Оповідач                                    | The StoryTeller                      | Атлант (мінісеріал «The Storyteller: Greek Myths») |
| 1995      | с | Суто англійське вбивство                    | The Bill                             | Рег Воррен (серія «Swan Song»)                     |
| 1996      | ф | Портрет жінки                               | The Portrait of a Lady               | силач                                              |
| 1996      | с | Серцебиття                                  | Heartbeat                            | дивак у масці (серія «Thanks to Alfred»)           |
| 1997      | ф | Кулл-завойовник                             | Kull the Conqueror                   | Zulcki                                             |
| 2001      | с | Зоряний мисливець                           | Starhunter                           | Горан (серія «Cell Game»)                          |
| 2003      | ф |                                             | Crust                                | The Bull                                           |

## Чемпіонати та досягнення
- Joint Promotions

- Чемпіонат Великої Британії у важкій вазі (один раз)
- Чемпіонат Європи у важкій вазі (двічі)

- Premier Promotions|Прем'єр-федерація боротьби

- Трофей Кена Джойса (1992)